# Шарль-Гаспар-Гійом де Вентіміль дю Люк
Шарль-Гаспар-Гійом де Вентіміль дю Люк (фр. Charles-Gaspard-Guillaume de Vintimille du Luc; 15 листопада 1655, Ле-Люк, Франція — 13 березня 1746, Париж, Французьке королівство) — французький ієрарх, єпископ Марселя (1684—1708), архієпископ Екса (1708—1729), архієпископ Парижа і герцог де Сен-Клу (1729—1746).

## Життєпис
Народився в Ле-Люку 1655 року. Належав до знатного дворянського роду Вентіміль (Вентімілья) італійського походження, молодший син Франсуа де Вентіміля та Анни де Форбен.
31 травня 1684 призначений єпископом Марселя, проте затверджений Римом на кафедрі лише 21 січня 1692 року. Єпископська хіротонія відбулася 25 березня 1692 року. 10 лютого 1708 обраний архієпископом Екс-ан-Прованса, 14 травня того ж року обрання підтвердив Святий Престол.
4 травня 1729 року помер архієпископ Парижа Луї-Антуан де Ноайль, 10 травня король Людовік XV призначив новим паризьким архієпископом де Вентіміля. Рим затвердив його на паризькій кафедрі 17 серпня того ж року.
На посту архієпископа Парижа боровся з янсеністами, проте виявляв певну стриманість, оскільки янсеністські суперечки за правління його попередника внесли істотний розкол у французький клір. Проте де Вентиміль за час свого перебування на паризькій кафедрі заборонив у служінні близько 300 священиків з янсеністськими поглядами.
Також докладав зусиль до припинення ажіотажу навколо секти конвульсіонерів, домігшись їх поступового зникнення.
Під час його правління проведено важливу літургійну реформу, опубліковано нові видання бревіарію, требника та міссала. Згодом паризьку реформу прийняли інші єпархії Франції та інших країн.
Помер 13 березня 1746 року.